# Carrieton
Carrieton – miejscowość w Australii Południowej, położona w południowej części Gór Flindersa około 70 km na południe od Hawker i 40 km na północ od Orroroo.
Założone na początku lat 70. XIX wieku pod nazwą Yanyarrie Whin, w 1878 nazwę zmieniono na Carrieton na cześć Lucy Carolite Jervois, córki Gubernatora Australii Południowej Sir W. J. Jervois.
W XIX wieku miasto stanowiło ważne centrum handlowe dla otaczających jej osad, a znaczenie miasto wzrosło kiedy w 1882 do Carrieton dotarła linia kolejowa.  Stacja kolejowa w mieście stanowiła ważny punkt przeładunkowy dla okolicznych hodowców bydła, rolników, a także dla pobliskiej kopalni miedzi. W 1889 na stacji przeładowano ponad 10 000 ton różnego rodzaju dóbr.
Obecnie miasto jest jedną z wielu baz turystycznych w okolicach Gór Flindersa.  Carrieton wielokrotnie zdobywało nagrodę organizacji KESAB (Keep South Australia Beautiful) jako najczystsze i najlepiej utrzymane miasto w Australii Południowej.